# Taku Inafuku
Taku Inafuku (japanisch 稲福 卓 Inafuku Taku; * 2. Mai 2002 in der Präfektur Nagano) ist ein japanischer Fußballspieler.

## Karriere
Taku Inafuku erlernte das Fußballspielen in den Jugendmannschaften von Artista Tomi und dem Matsumoto Yamaga FC. Hier unterschrieb er am 1. Februar 2021 seinen ersten Profivertrag. Der Verein aus Matsumoto, einer Stadt in der Präfektur Nagano, spielte in der zweiten japanischen Liga. Sein Zweitligadebüt gab Taku Inafuku am 5. Dezember 2021 (42. Spieltag) im Heimspiel gegen V-Varen Nagasaki. Hier wurde er in der 55. Minute für Kazuhiro Satō eingewechselt. Nagasaki gewann das Spiel 2:1. Am Ende der Saison musste er mit Matsumoto in die dritte Liga absteigen.